# ایوان میستریک
ایوان میستریک (انگلیسی: Ivan Mistrík; ۱۵ اکتبر ۱۹۳۵ – ۸ ژوئن ۱۹۸۲) بازیگر اهل کشور اسلواکی بود. او از سال ۱۹۵۲ تا ۱۹۸۲ در بیش از چهل فیلم ظاهر شد.
از فیلم‌ها یا برنامه‌های تلویزیونی که وی در آن نقش داشته‌است می‌توان به رومئو، ژولیت و تاریکی اشاره کرد.